# 安西徳兵衛

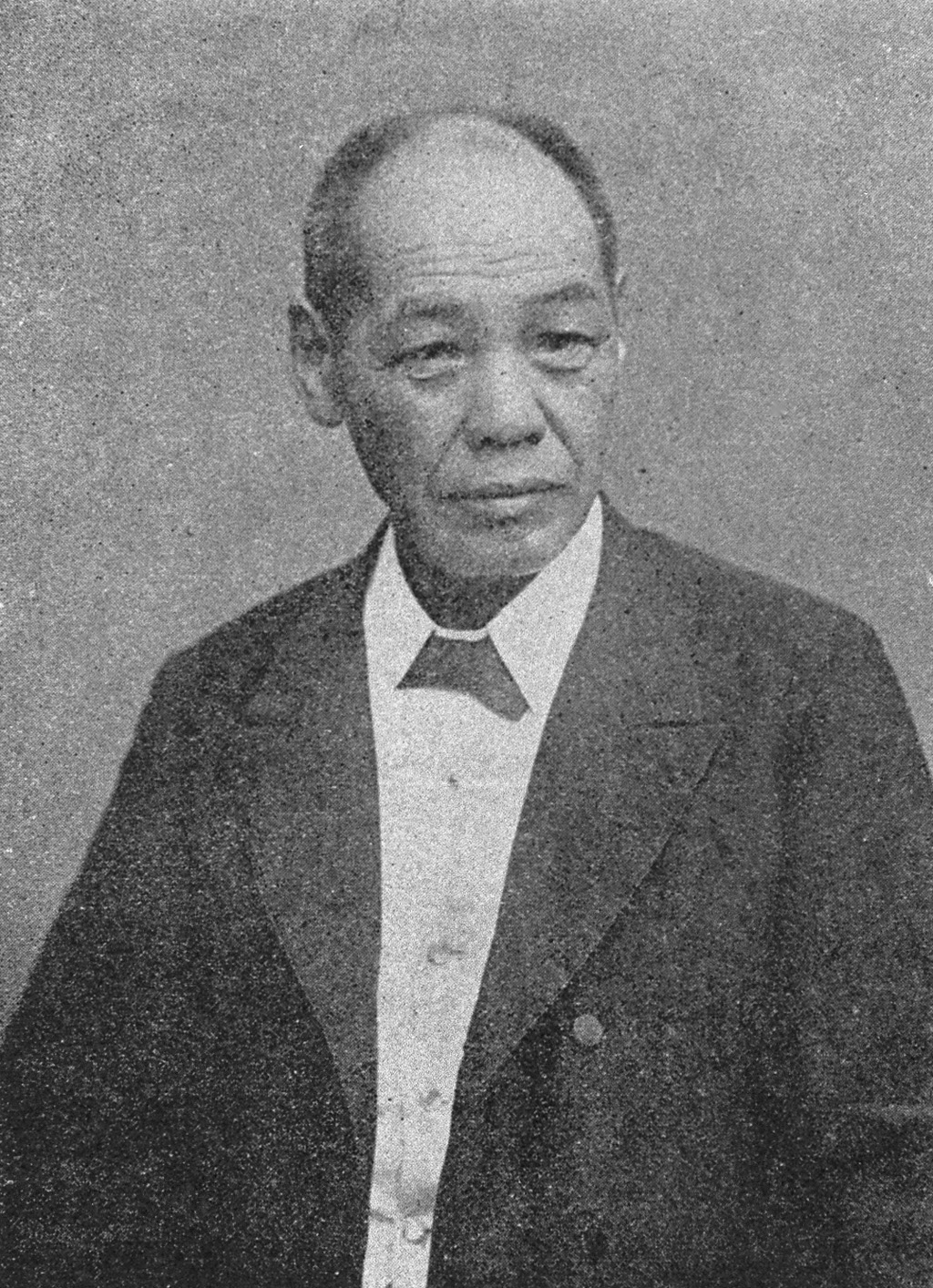
安西徳兵衛

安西 徳兵衛（あんざい とくべえ、天保10年6月14日（1839年7月24日） - 大正2年（1913年）9月2日）は、日本の実業家、政治家。幕末から生糸貿易で財を成し、小野組でも活躍。横浜市会議員なども務めた。

## 生涯
1839年7月24日、安西彦惣の三男として、陸奥国二本松（現福島県二本松市）に生まれる。明治2年（1869年）3月に分家。明治3年（1870年）から横浜で生糸貿易業を行い成功。また、郷里福島の生糸生産改良をもくろみ、小野組と協力して二本松製紙工場を設立。後、小野組の整糸会社に入社。1885年に会社が解散すると、東京の弁天通りに生糸売込商店を開き、国内有数の生糸商となり、生糸輸出に貢献。1897年、横浜火災海上運送信用保険を創立し、監査役となる。羽二重組合役員、横浜市会議員、横浜商業会議所議員なども務めた。また、公共事業にも様々な貢献をした。後、横浜の別邸に隠居。1913年9月2日、病気により東京府下北品川長者町の別邸で死亡。同月5日、品川正徳寺に埋葬。戒名は「徳本院釋慧成士」。